# Anja Harteros
Anja Harteros (Bergneustadt, 23 luglio 1972) è un soprano tedesco.
Nel 1999 divenne la prima tedesca a vincere la competizione Cardiff Singer of the World.

## Biografia
Anja Harteros è nata a Bergneustadt, nella Renania Settentrionale-Vestfalia, da padre greco e madre tedesca e ha due fratelli, Alexia e Georgios. Da bambina fu incoraggiata dai suoi genitori a tentare la strada della musica classica e del canto. Infine il suo insegnante di musica al Wüllenweber-Gymnasium di Bergneustadt, August Wilhelm Welp, notò il suo considerevole talento e le consigliò di studiare canto in modo professionale. All'età di 14 anni (nel 1986) iniziò l'istruzione vocale sotto Astrid Huber-Aulmann a Gummersbach, contemporaneamente alla scuola.
Le sue prime esibizioni furono in concerti di istituti musicali e in una produzione scolastica de Le nozze di Figaro nel 1990, come Contessa. Nel 1992 diede il suo primo concerto alla Kantonsschule di Svitto in Svizzera.
Dal 1990 la sua educazione musicale è stata affidata al direttore tecnico e répétiteur Wolfgang Kastorp all'Opera di Colonia, che l'ha accompagnata in una serie di concerti.
Dopo aver completato il liceo nel 1991 la Harteros continuò i suoi studi di canto con Liselotte Hammes all'Università della Musica di Colonia. La sua insegnante di canto originale, Huber-Aulmann, continuò ad insegnarle fino all'inizio del 1996 e la Harteros accompagnò la Huber-Aulmann in una tournée di concerti nel 1993 e nel 1994 in Russia e negli Stati Uniti che attirarono molta attenzione sulla cantante.
Poco prima dei suoi esami finali, è stata ingaggiata come membro permanente del gruppo del Schillertheater di Gelsenkirchen e Wuppertal. Dopo gli esami del 1996 le fu assegnata un posto permanente con il gruppo dell'opera di Bonn.
Nell'estate del 1999 vinse il concorso BBC Cardiff Singer of the World, che portò a numerosi inviti per concerti e spettacoli come ospite. Questa fu la svolta principale della sua carriera: da allora è apparsa come ospite in tutti i principali teatri dell'opera mondiale, tra cui Francoforte, Lione, Amsterdam, Dresda, Paris, Amburgo, Vienna, New York City (Metropolitan Opera), Monaco di Baviera, Colonia e Berlino (Deutsche Oper) ed il Festival di Salisburgo. Ha anche tenuto concerti e recital di lieder in tutta la Germania, come anche a Boston, Firenze, Londra, Edimburgo, Vicenza e Tel Aviv. Nel 2005 cantò il ruolo principale in una nuova produzione dell'Alcina di Händel al Festival dell'opera di Monaco.
Il suo repertorio comprende i ruoli di Mimì (La bohème), Desdemona (Otello), Micaëla (Carmen), Eva (I maestri cantori di Norimberga), Elisabeth (Tannhäuser), Fiordiligi (Così fan tutte), Contessa (Le nozze di Figaro), Arabella (Arabella), Alice Ford (Falstaff) e Alcina.
Ha cantato la sua prima Violetta ne La traviata nel 2004 e la sua prima Amelia in Simon Boccanegra nel 2005 con la San Diego Opera.
Nel 2015 la Harteros con Jonas Kaufmann e Antonio Pappano ha partecipato alla registrazione in studio di Aida di Verdi.
Nel settembre 2009, con l'orchestra e il coro dell'Accademia Nazionale di Santa Cecilia sotto la direzione di Antonio Pappano, la Harteros ha partecipato all'esecuzione della Messa da requiem di Giuseppe Verdi, insieme a Sonia Ganassi, Rolando Villazón e René Pape. Una realizzazione successivamente incisa su CD EMI Classic.